# کفش‌ها در کرانه دانوب
کفش‌های ساحل دانوب (مجاری: Cipők a Duna-parton) یادمانی به شکل مجسمه‌های کفش است که در ۱۶ آوریل ۲۰۰۵ در بوداپست مجارستان برپا شد. ایده آن از جان توگای است که توسط مجمسه‌ساز Gyula Pauer در ساحل شرقی رودخانه دانوب ساخته شد.
این کفش‌ها، یادمان یهودیانی است که توسط شبه نظامیان فاشیست مجارستانی متعلق به حزب صلیب پیکان در بوداپست در طول جنگ جهانی دوم قتل‌عام شدند. به یهودیان دستور داده شده‌بود که کفش‌های خود را درآورند (کفش‌ها ارزشمند بودند و پس از کشتار می‌توانستند توسط شبه‌نظامیان دزدیده و فروخته شوند) سپس در لبه آب به آنها تیراندازی کردند تا اجسادشان به رودخانه بیفتد. این یادبود نشان دهنده کفش‌های آنهاست که در کرانه به جا مانده است.